# Sarai Mir
Sarai Mir – miasto w północnych Indiach w stanie Uttar Pradesh, na Nizinie Hindustańskiej.
Populacja miasta w 2001 roku wynosiła 15 526 mieszkańców.